# Hydroptila lennoxi
Hydroptila lennoxi är en nattsländeart som beskrevs av Blickle 1969. Hydroptila lennoxi ingår i släktet Hydroptila och familjen smånattsländor. Inga underarter finns listade i Catalogue of Life.